# Герб комуни Естерсунд
Герб комуни Естерсунд (швед. Östersunds kommunvapen) — символ шведської адміністративно-територіальної одиниці місцевого самоврядування комуни Естерсунд. 

## Історія
Місто Естерсунд отримало герб королівським затвердженням 1911 року. Герб комуни зареєстровано 1974 року. 
Після адміністративно-територіальної реформи, проведеної в Швеції на початку 1970-х років, муніципальні герби стали використовуватися лишень комунами. Тому тепер цей герб представляє комуну Естерсунд, а не місто.

## Опис (блазон)
У синьому полі срібна голова лося анфас.

## Зміст
Сюжет герба взято з печатки з середини ХІХ ст., на якій була зображена голова оленя та літера «Ö». Було вирішено для герба використати голову лося. Лось є характерним представником місцевої фауни.